# Solymos Krisztina
Solymos Krisztina (Budapest, 1989. március 28. –) labdarúgó, csatár.

## Pályafutása

### Klubcsapatban
2004-ben a László Kórház csapatában kezdte, majd 2006-ban a Csepel FC együttesében folytatta. 2008. februárja óta a Ferencváros labdarúgója. Tagja volt a 2008–09-es idényben bronzérmet szerzett csapatnak.

## Sikerei, díjai
- Magyar bajnokság
  - 3.: 2008–09
- Magyar kupa
  - döntős: 2010